# Jämkade uddatalsmetoden
Den jämkade uddatalsmetoden är en proportionell valmetod för att fördela mandat. Den används bland annat i Sverige vid fördelning av mandat vid riksdagsval, val till regionfullmäktige, val till kommunfullmäktige och val till Europaparlamentet.
Metoden har använts även i länder som Bosnien och Hercegovina, Irak, Kosovo, Lettland, Nya Zeeland, Nepal, Danmark och Norge. Internationellt används termen den modifierade Sainte-Laguë-metoden.
Den är en variant av uddatalsmetoden, men med en justering som gör att mycket små partier har svårare att få ett mandat. Metoden finns beskriven i  14:e kapitlets tredje paragraf i Sveriges vallag.
I val till riksdagen fördelas de fasta mandaten med jämkade uddatalsmetoden. Även utjämningsmandaten fördelas mellan partier med samma metod. Fördelningen av utjämningsmandaten på valkretsar inom varje parti sker dock medelst uddatalsmetoden.

## Jämförelsetal
Enligt den jämkade uddatalsmetoden delas, liksom enligt den rena uddatalsmetoden, mandaten ut ett och ett. För att avgöra vilket parti som ska ha ett mandat beräknar man ett så kallat jämförelsetal för varje parti. Från och med de allmänna valen 2018 gäller följande: för ett parti som inte har fått något mandat är dess jämförelsetal lika med dess röstetal delat med 1,2. I övrigt beräknas jämförelsetalen som vid uddatalsmetoden.
Fram till 2018 använde Sverige samma nämnare som flera andra länder som använder den jämkade uddatalsmetoden: 1,4.

## Jämförelse med andra metoder
Den jämkade uddatalsmetoden (division med 1,2, följt av 3, följt av 5, ...) ger en sämre proportionalitet än den rena uddatalsmetoden (division med 1; 3; 5; ...) men i allmänhet bättre proportionalitet än den så kallade heltalsmetoden (d’Hondts metod, division med 1; 2; 3; ...), som används när man till exempel fördelar mandat i kommunala nämnder i Sverige. Heltalsmetoden blir proportionell först vid mycket större antal mandat än den jämkade uddatalsmetoden. Stora partier gynnas av heltalsmetoden. För att motverka detta ingår man i kommunala sammanhang ofta[källa behövs] så kallad valteknisk samverkan mellan olika partier för att få en bättre proportionalitet.
Den inledande divisionen med 1,2 istället för 1 gör det svårare för de minsta partierna att ta sitt första mandat och det är också orsaken till[källa behövs] att nämnaren sänktes från 1,4 till 1,2 i och med 2018 års allmänna val.
Att inte dela med 1 innebär i praktiken en spärregel för mycket små partier. Se not b för exemplet från Europaparlamentsvalet 2014 nedan; exemplet använder nämnaren 1,4 som gällde vid tillfället. Den fasta spärr på 4 % som finns för partier i riksdagsval gör dock att jämkningen av uddatalsmetoden sällan ger någon ytterligare spärreffekt i praktiken.

## Historik i Sverige
På den tid heltalsmetoden användes för mandatfördelning vid riksdagsval förekom valteknisk samverkan även i dessa fall, eftersom det var tillåtet på den tiden. Då socialdemokraterna (SAP) och kommunisterna 1928 hade sådan samverkan drev den dåvarande högern propagandan att en röst på socialdemokraterna var en röst på Moskva. 1928 års val – det så kallade kosackvalet – blev ett katastrofval för SAP.[källa behövs]
Även de borgerliga partierna hade motsvarande samverkan. Då bondeförbundet – nuvarande centerpartiet – i början av 1950-talet ingick i en koalitionsregering med socialdemokraterna ville man inte längre delta i sådan valteknisk samverkan; bondeförbundet genomdrev då en förändring av valsystemet. Den jämkade uddatalsmetoden togs fram av den centerpartistiske riksdagsmannen Sten Wahlund, som också var professor i statistik.[källa behövs]
Den fasta spärr på 4 % som finns för partier i riksdagsval gör att jämkningen av uddatalsmetoden sällan ger någon ytterligare spärreffekt. I kommunalval är spärren dock 2 % (för kommuner som utgörs av en valkrets) eller 3 % (för kommuner som är indelad i två eller flera valkretsar) och antalet mandat är mindre. I proposition 2013/14:48  föreslog regeringen bland annat att nämnaren i den inledande divisionen skulle sänkas från (då gällande) 1,4 till 1,2, vilket i princip gynnar småpartier, men att den fasta spärrnivån (på 2—3 %) i gengäld skulle införas för val på kommunal nivå som tidigare saknade spärrnivå. Sammantaget sades det göra spärreffekten mindre beroende av valkretsindelning och antal mandat, men i genomsnitt på ungefär samma nivå som med 1,4-uddatalsmetoden. För att ytterligare stärka proportionaliteten föreslogs även att fasta mandat skall kunna övergå till utjämningsmandat för att minska möjligheten till avvikelser från proportionell mandatfördelning. (I riksdagsvalet 2010 "räckte inte" de 39 utjämningsmandaten och den geografiska indelningen i valkretsar påverkade antalet mandat som partierna fick .) Propositionen antogs av riksdagen 26 november 2014 och trädde i kraft 1 januari 2015.
Den jämkade uddatalsmetoden används också i kyrkoval för mandatfördelningen bland nomeringsgrupperna. Det gäller både kyrkofullmäktige (lokal nivå), stiftsfullmäktige (regional nivå) och kyrkomötet (nationell nivå). Det finns ingen spärr och som första nämnare används 1,4.

## Exempel på fördelning av mandat
Division för att skapa nytt jämförelsetal sker varje gång mot röstetalet.
|               | Parti 1  | Parti 2   | Parti 3    | Parti 4   | Parti 5 |
| ------------- | -------- | --------- | ---------- | --------- | ------- |
| Röstetal      | 24 657   | 18 312    | 11 976     | 10 824    | 8 137   |
| Division      | 1,2      | 1,2       | 1,2        | 1,2       | 1,2     |
| Jämförelsetal | 20 548   | 15 260    | 9 980      | 9 020     | 6 781   |
|               | Mandat I |           |            |           |         |
| Division      | 3        |           |            |           |         |
| Jämförelsetal | 8 219    | 15 260    | 9 980      | 9 020     | 6 781   |
|               |          | Mandat II |            |           |         |
| Division      |          | 3         |            |           |         |
| Jämförelsetal | 8 219    | 6 104     | 9 980      | 9 020     | 6 781   |
|               |          |           | Mandat III |           |         |
| Division      |          |           | 3          |           |         |
| Jämförelsetal | 8 219    | 6 104     | 3 992      | 9 020     | 6 781   |
|               |          |           |            | Mandat IV |         |
| Division      |          |           |            | 3         |         |
| Jämförelsetal | 8 219    | 6 104     | 3 992      | 3 608     | 6 781   |
|               | Mandat V |           |            |           |         |
|               |          |           |            |           |         |
| Summa mandat  | 2        | 1         | 1          | 1         | 0       |

## Exempel från verkligheten: Fördelning av de 20 svenska mandaten vid valet 2014 till Europaparlamentet
Denna fördelning använder den nämnare för att beräkna jämförelsetalet för första mandatet som gällde vid tillfället: 1,4.
| Parti                      | M          | C          | FP         | KD         | S          | V          | MP         | SD         | FI         | PP        | ÖVR       | Mandatet till |
| Röstetal                   | 507 488    | 241 101    | 368 514    | 220 574    | 899 074    | 234 272    | 572 591    | 359 248    | 204 005    | 82 763    | 27 148    | Mandatet till |
| -------------------------- | ---------- | ---------- | ---------- | ---------- | ---------- | ---------- | ---------- | ---------- | ---------- | --------- | --------- | ------------- |
| Jämförelstal för mandat 1  | 362 491,43 | 172 215,00 | 263 224,29 | 157 552,86 | 642 195,71 | 167 337,14 | 408 993,57 | 256 605,71 | 145 717,86 | 59 116,43 | 19 391,43 | S             |
| Jämförelstal för mandat 2  | 362 491,43 | 172 215,00 | 263 224,29 | 157 552,86 | 299 691,33 | 167 337,14 | 408 993,57 | 256 605,71 | 145 717,86 | 59 116,43 | 19 391,43 | MP            |
| Jämförelstal för mandat 3  | 362 491,43 | 172 215,00 | 263 224,29 | 157 552,86 | 299 691,33 | 167 337,14 | 190 863,67 | 256 605,71 | 145 717,86 | 59 116,43 | 19 391,43 | M             |
| Jämförelstal för mandat 4  | 169 162,67 | 172 215,00 | 263 224,29 | 157 552,86 | 299 691,33 | 167 337,14 | 190 863,67 | 256 605,71 | 145 717,86 | 59 116,43 | 19 391,43 | S             |
| Jämförelstal för mandat 5  | 169 162,67 | 172 215,00 | 263 224,29 | 157 552,86 | 179 814,80 | 167 337,14 | 190 863,67 | 256 605,71 | 145 717,86 | 59 116,43 | 19 391,43 | FP            |
| Jämförelstal för mandat 6  | 169 162,67 | 172 215,00 | 122 838,00 | 157 552,86 | 179 814,80 | 167 337,14 | 190 863,67 | 256 605,71 | 145 717,86 | 59 116,43 | 19 391,43 | SD            |
| Jämförelstal för mandat 7  | 169 162,67 | 172 215,00 | 122 838,00 | 157 552,86 | 179 814,80 | 167 337,14 | 190 863,67 | 119 749,33 | 145 717,86 | 59 116,43 | 19 391,43 | MP            |
| Jämförelstal för mandat 8  | 169 162,67 | 172 215,00 | 122 838,00 | 157 552,86 | 179 814,80 | 167 337,14 | 114 518,20 | 119 749,33 | 145 717,86 | 59 116,43 | 19 391,43 | S             |
| Jämförelstal för mandat 9  | 169 162,67 | 172 215,00 | 122 838,00 | 157 552,86 | 128 439,14 | 167 337,14 | 114 518,20 | 119 749,33 | 145 717,86 | 59 116,43 | 19 391,43 | C             |
| Jämförelstal för mandat 10 | 169 162,67 | 80 367,00  | 122 838,00 | 157 552,86 | 128 439,14 | 167 337,14 | 114 518,20 | 119 749,33 | 145 717,86 | 59 116,43 | 19 391,43 | M             |
| Jämförelstal för mandat 11 | 101 497,60 | 80 367,00  | 122 838,00 | 157 552,86 | 128 439,14 | 167 337,14 | 114 518,20 | 119 749,33 | 145 717,86 | 59 116,43 | 19 391,43 | V             |
| Jämförelstal för mandat 12 | 101 497,60 | 80 367,00  | 122 838,00 | 157 552,86 | 128 439,14 | 78 090,67  | 114 518,20 | 119 749,33 | 145 717,86 | 59 116,43 | 19 391,43 | KD            |
| Jämförelstal för mandat 13 | 101 497,60 | 80 367,00  | 122 838,00 | 73 524,67  | 128 439,14 | 78 090,67  | 114 518,20 | 119 749,33 | 145 717,86 | 59 116,43 | 19 391,43 | FI            |
| Jämförelstal för mandat 14 | 101 497,60 | 80 367,00  | 122 838,00 | 73 524,67  | 128 439,14 | 78 090,67  | 114 518,20 | 119 749,33 | 68 001,67  | 59 116,43 | 19 391,43 | S             |
| Jämförelstal för mandat 15 | 101 497,60 | 80 367,00  | 122 838,00 | 73 524,67  | 99 897,11  | 78 090,67  | 114 518,20 | 119 749,33 | 68 001,67  | 59 116,43 | 19 391,43 | FP            |
| Jämförelstal för mandat 16 | 101 497,60 | 80 367,00  | 73 702,80  | 73 524,67  | 99 897,11  | 78 090,67  | 114 518,20 | 119 749,33 | 68 001,67  | 59 116,43 | 19 391,43 | SD            |
| Jämförelstal för mandat 17 | 101 497,60 | 80 367,00  | 73 702,80  | 73 524,67  | 99 897,11  | 78 090,67  | 114 518,20 | 71 849,60  | 68 001,67  | 59 116,43 | 19 391,43 | MP            |
| Jämförelstal för mandat 18 | 101 497,60 | 80 367,00  | 73 702,80  | 73 524,67  | 99 897,11  | 78 090,67  | 81 798,71  | 71 849,60  | 68 001,67  | 59 116,43 | 19 391,43 | M             |
| Jämförelstal för mandat 19 | 72 498,29  | 80 367,00  | 73 702,80  | 73 524,67  | 99 897,11  | 78 090,67  | 81 798,71  | 71 849,60  | 68 001,67  | 59 116,43 | 19 391,43 | S             |
| Jämförelstal för mandat 20 | 72 498,29  | 80 367,00  | 73 702,80  | 73 524,67  | 81 734,00  | 78 090,67  | 81 798,71  | 71 849,60  | 68 001,67  | 59 116,43 | 19 391,43 | MPa, b        |
| Antal (andel) mandat       | 3 (15 %)   | 1 (5 %)    | 2 (10 %)   | 1 (5 %)    | 5 (25 %)   | 1 (5 %)    | 4 (20 %)   | 2 (10 %)   | 1 (5 %)    | -         | -         |               |
| Andel av rösterna          | 13,65 %    | 6,49 %     | 9,91 %     | 5,93 %     | 24,19 %    | 6,30 %     | 15,41 %    | 9,67 %     | 5,49 %     | 2,23 %    | 0,73 %    |               |
| Källa: Valmyndigheten      |            |            |            |            |            |            |            |            |            |           |           |               |

aDet 20:e och sista svenska mandatet tillföll MP som hade ett något högre jämförelsetal än S. Om 277 av MP:s röster hade tillfallit S så hade jämförelsetalen inför det sista mandatet varit 81759,14 (572591-277)/7 för MP och 81759,18 (899074+277)/11 för S och S hade därmed fått det sista mandatet.
bHade Sverige använt sig av den omodifierade uddatalsmetoden och inte haft 4% spärr hade det 20:e mandatet istället tillfallit Piratpartiet (som då hade haft jämförelsetalet 82763, högre än både S och MP).